# 拉克 (海牙)
拉克（荷蘭語： 荷蘭語發音：[laːk]）是荷蘭海牙的一個行政區，擁有面積4.3平方公里和居民40,222人（2017年），是海牙八個分區中腹地與人口規模最小的行政區。拉克區又分為三個區域：拉克瓦提爾（Laakkwartier）、史普爾維克（Spoorwijk）和賓霍斯特（Binckhorst）。海牙大學的主校區即位在拉克。

## 外部連結
- （荷兰文） 拉克 （页面存档备份，存于）（海牙市政府網站）

52°03′55″N 4°19′47″E / 52.06528°N 4.32972°E